# ادو فویگت
اودو فوگت (به آلمانی: Udo Voigt) (زاده ۱۳ آوریل ۱۹۵۲) یک سیاستمدار آلمانی و رهبر سابق حزب دموکرات ملی آلمان است.